# Sam Ospovat
Ethan Sam Ospovat (* 26. Juli 1978) ist ein US-amerikanischer Jazz- und Improvisationsmusiker (Schlagzeug, Perkussion), der auch im Bereich der Neuen Musik tätig ist.

## Leben und Wirken
Ospovat, der aus Lincoln (Nebraska) stammt, lernte zunächst Piano und sang im Knabenchor, bevor er in der 5. Klasse mit dem Schlagzeugspiel begann. Erste Auftritte hatte er in der San Francisco Bay Area, wo er Unterricht in Perkussion bei William Winant und Schlagzeug bei Peter Magadini und George Marsh hatte. Er studierte zunächst Musik und Elektronische Musik an der University of California, Santa Cruz bis zum Bachelor. 2002 nahm er an der Uraufführung von Alvin Currans The Milhaud Chair (or the History of Furniture Music) unter Leitung von Pauline Oliveros teil. In Oakland spielte er Schlagzeug im Indie-Rock- und Experimentaljazz-Trio Beep, in der Improvisationsgruppe Timosaurus, im Jazztrio Anteater, im Duo mit dem Vokalisten Lorin Benedict, in den Improvisationsensemble The Oakland Active Orchestra, The Permanent Wave Ensemble (mit dem ein Carla-Bley-Tribut entstand) und in der Popband Kapowski. Des Weiteren trat er im Mills College, wo er den Master of Arts in Percussion Performance erwarb, mit Cecil Taylor, Wadada Leo Smith und Maryanne Amacher  auf.
Dort entstand auch sein Debütalbum Piki (2012), mit Gastmusikern wie Michael Coleman, Phillip Greenlief, Lisa Mezzacappa, Matt Nelson und Aram Shelton. Seitdem spielte Ospovat u. a. mit William Winant, Angelica Sanchez, Ches Smith, John Schott, Ava Mendozas Unnatural Ways (We Aliens), Miles Kurosky und Brandon Seabrook’s Epic Proportions (Brutalovechamp, 2023). Im Bereich der Neuen Musik ist er auf Aufnahmen mit Werken von Lou Harrison, Jose Maceda und Moe! Staiano zu hören. Seit 2016 ist er Mitglied des Lehrkörpers der Fiorello H. LaGuardia High School of Music & Art and Performing Arts.

## Diskographische Hinweise
- Lou Harrison: Drums Along the Pacific (New Albion, 2003), mit David Abel, Dennis Russell Davies, Leta Miller, Geraldine Walther, William Winant, Jennifer Cass, Joel Davel, Scott Evans, Carla Fabrizio, David Johnson, Daniel Kennedy, Todd Manley, Sam Ospovat, David Rosenthal, Ches Smith, Julie Steinberg, Robert Strizich
- Chris Willits: Surf Boundries (Ghostly International, 2003)
- José Maceda: Drone and Melody (Tzadik, 2006), mit William Winant, Shayna Dunkleman, Ches Smith, Quentin Sirjacq, Konoko Nishi
- Moe! Staiano: 2 Rooms of Uranium in 83 Markers (Edgetone Records, 2007)
- Ton Trio: The Way (Single Speed, 2008), mit Aram Shelton, Kurt Kotheimer
- The R&B Freejazz Gospel Supreme 80: I Am a Gorgeous Wife (Utility Pole 689, 2008), mit Gene V. Baker
- Scott Pink Mountain: The Full Sun (Barely Audible Music, 2009)
- The Humans: The Humans Have Landed (Wave Group Recordings, 2010)
- Beep! City of the Future (Third Culture Records, 2011), mit Nate Brenner, Michael Coleman
- Timosaurus: I Love You More Than Yesterday (2011), mit Andrew Conklin, Matt Nelson
- Kapowski: Detective (2012), mit Jesse Rimler, Michael Coleman, Jon Hirahara
- Anteater: Anteater (2012), mit, Kim Cass, Jacob Zimmerman
- Naytronix: Dirty Glow (Plug Research, 2012)
- Lorin Benedict and Sam Ospovat: Passwords (2012)
- Sam Ospovat: PIKI (2012)
- Room: La Malédiction du M. (2013), mit Serge Rogalski
- Cavity Fang: Urban Problems (Table & Chairs, 2013), u. a. mit Cory Wright, Hamir Atwal, Jordan Glenn, Ava Mendoza, Michael Coleman
- Beep!: Too Physical (Data Garden, 2014)
- Enablers: The Rightful Pivot (Lancashire and Somerset, 2015)
- Unnatural Ways: We Aliens (Tzadik, 2016), mit Ava Mendoza, Tim Dahl
- Brandon Seabrook: Die Trommel Fatale (New Atlantis, 2017), mit Eivind Opsvik, Chuck Bettis, Dave Treut, Marika Hughes
- Yusef Komunyakaa: White Dust (Ropeadope, 2017), mit David Cieri, Mike Brown, Shazad Ismaily